# Refugi d'Estanys Forcats
Il refugi d'Estanys Forcats è un rifugio alpino che si trova nella parrocchia di La Massana a 2.640 m d'altezza.